# Nole Duima
Nole Duima é um distrito da comarca de Ngöbe-Buglé, Panamá. Possui uma área de 172,00 km² e uma população de 9.294 habitantes (censo 2000), perfazendo uma densidade demográfica de 54,03 hab./km². Sua capital é a cidade de Cerro Iglesias.